# 홍정호 (배우)
홍정호(1982년 12월 4일 ~ )는 대한민국의 배우이다.

## 출연작

### 영화
- 《초미의 관심사》 (2020년) - 작업남 K 역
- 《세 개의 달》 (2018년) - 용석 역
- 《호랑이보다 무서운 겨울손님》 (2018년) - 청년 친구 역
- 《분장》 (2017년) - 강이나 / 의사 역
- 《술래잡기》 (2015년) - 경관 역
- 《현기증》 (2014년) - 신입형사 정현 역
- 《가시꽃》 (2013년) - 규상 역
- 《홍길동의 후예》 (2009년) - 아카펠라 사내 4 역
- 《턴 잇 업》 (2002년) - 남학생 5 역

### 드라마
- 〈방법〉 (tvN, 2020년) - 이진성 역
- 《미스터션샤인》

### 연극
- 《어린신부》
- 《셜록》
- 《연기가 눈에 들어갈 때》
- 《삼류배우》
- 《순정만화》
- 《사랑의 방정식》
- 《상상FM 37.5》
- 《악몽의 엘리베이터》

### 뮤지컬
- 《찍힌놈들》
- 《로미오와 줄리엣》
- 《방황하는 별들》
- 《랩퍼스 파라다이스》
- 《아시아인 러브 판판판》
- 《아빠의 반딧불이》

## 수상
- 2017년 대한민국문화연예대상 영화부문 남자 신인상